# Aračinovo
Aračinovo (makedonska: Арачиново, albanska: Haraçina) är huvudort i kommunen Aračinovo i Nordmakedonien. Den ligger i den centrala delen av landet, 11 kilometer öster om huvudstaden Skopje. Aračinovo ligger 271 meter över havet och antalet invånare är 12 800.